# Expasy
Expasy (früher ExPASy, engl. „Expert Protein Analysis System“, zu deutsch „Fachwissenschaftliches Protein-Analyse-System“) ist ein Portal für bioinformatische Werkzeuge und Biochemie-Datenbanken, welches von Amos Bairoch vom Schweizerischen Institut für Bioinformatik (SIB), erfunden und geleitet wurde. In Ergänzung zur Proteindatenbank Swiss Prot ist ExPASy ein Server, der eine Vielzahl an bioinformatischen Werkzeugen, wissenschaftlichen Quellen und weiteren Datenbanken und Software-Tools in fast allen verschiedenen Gebieten der Biowissenschaften anbietet.

## Übersicht
Expasy deckt die Bereiche der Proteomik, Genetik, Phylogenese/Systembiologie, Evolution, Populationsgenetik, Transkriptomie, des Medikamenten-Design und der Biophysik ab. Er stellt einen der wichtigsten Server für die Proteinanalytik dar, mit 53 angebotenen Werkzeugen und 25 Datenbanken. Dabei werden die einzelnen Bereiche (Datenbanken, bioinformatische Werkzeuge etc.) dezentral von 20 verschiedenen SIB-Gruppen, die sich verteilt über die Schweiz befinden, betreut und bearbeitet. Zudem werden auch externe Quellen verlinkt und in ExPASy eingebunden. Zusätzlich ist eine Suchfunktion in das Portal integriert, die es erlaubt, in ausgewählten Quellen des Portals zu suchen. Der ExPASy-Server ist dabei qualitätsgeprüft, anders als beispielsweise Daten auf Pubmed vom National Center for Biotechnology Information (NCBI). Die Seite ist dabei so gestaltet, dass sowohl Experten als auch Menschen, die nur gelegentlich bioinformatische Datenbanken und Werkzeuge benutzen, sich zurechtfinden können.
Seit der Erschaffung des Expasy-Portals am 1. August 1993 bis zum 5. April 2007 wurde der Server eine Milliarde Mal abgefragt.
Initiatoren der Entwicklung waren Ron Appel (* 1959) und Amos Bairoch.